# Tijuana Moods
Tijuana Moods è un album di Charles Mingus registrato nel 1957 ma uscito solo nel 1962.
Tutti brani sono stati registrati in studio il 18 luglio del 1957 tranne Flamingo e Tijuana Moods che sono stati registrati successivamente il 18 agosto.

## Tracce
Testi e musiche di Mingus tranne dove indicato diversamente..
1. Dizzy Moods – 5:47
2. Ysabel's Table Dance – 10:24
3. Tijuana Gift Shop – 3:44
4. Los Mariachis (The Street Musicians) – 10:18
5. Flamingo – 5:31 (Ted Grouya)

## Formazione
- Charles Mingus - contrabbasso, voce
- Clarence Shaw – tromba
- Jimmy Knepper – trombone
- Shafi Hadi – sassofono alto e tenore
- Bill Triglia – piano
- Dannie Richmond – batteria
- Frankie Dunlop – percussioni
- Ysabel Morel – Nacchere, voce
- Lonnie Elder – voce

Ysabel Morel e Lonnie Elder sono presenti solo nel secondo brano.

### Personale tecnico
- Bob Rolontz – produttore